# Mönchs-Kotkäfer

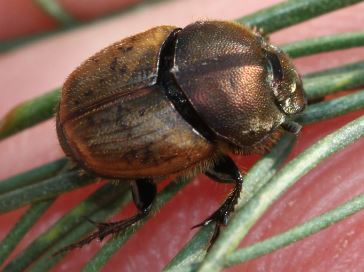
Mönchs-Kotkäfer (Onthophagus coenobita), Weibchen

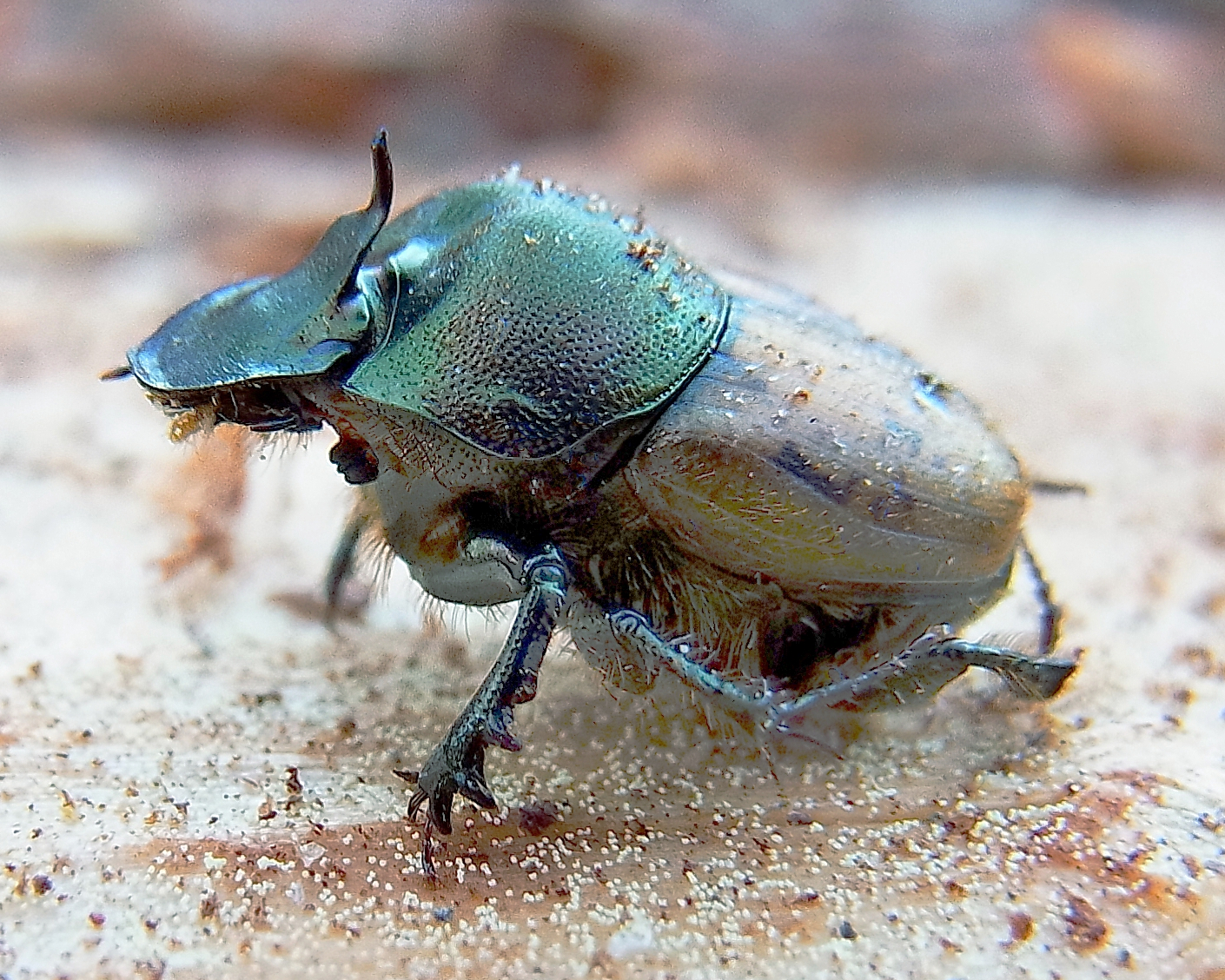
Mönchs-Kotkäfer (Onthophagus coenobita), Männchen

Der Mönchs-Kotkäfer (Onthophagus coenobita) ist ein Käfer aus der Familie der Blatthornkäfer (Scarabaeidae) und der Unterfamilie Scarabaeinae.

## Merkmale
Die Käfer erreichen eine Größe von 6–10 mm. Kopf und Halsschild sind bronzefarben oder grünlich. Die hellbraunen Flügeldecken sind mit dunklen Flecken gesprenkelt. Der Halsschild ist vergleichsweise lang behaart. Die Männchen besitzen auf dem Kopf horn- oder buckelförmige Auswüchse.

## Vorkommen und Lebensweise
Die Art kommt in der Paläarktis vor. In Europa ist sie weit verbreitet. Im Osten reicht ihr Verbreitungsgebiet bis nach Zentralasien. Die koprophagen Käfer ernähren sich von verschiedenen Kotarten, insbesondere Menschen- und Haustierkot (Pferdeäpfel, Schafkot, Rinder- und Schweinedung). Außerdem fressen die Käfer Aas, faulende Pilze und Detritus. Die Käfer graben in der Nähe von Kothaufen Brutkammern in den Erdboden, die sie mit dem Kot füllen und in welchen sich die geschlüpften Käferlarven entwickeln. Die adulten Käfer beobachtet man gewöhnlich von April bis Oktober.

## Taxonomie
In der Literatur finden sich folgende Synonyme:
- Onthophagus cuspidiusculus Mulsant, 1842
- Onthophagus fulvipes Faldermann, 1835
- Onthophagus rufipes Ménetriés, 1832 nec Mulsant, 1842
- Onthophagus subprominulus Mulsant, 1842
- Onthophagus tricuspis Mulsant, 1842
- Scarabaeus coenobita Herbst, 1783 (Basionym)
- Scarabaeus fulgens Brahm, 1790
- Scarabaeus tenuicornis Preyssler, 1790